# 船町口駅

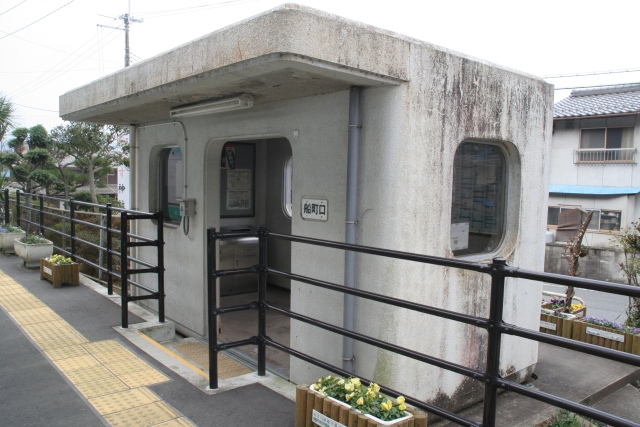
ホーム側から見た駅舎

船町口駅（ふなまちぐちえき）は、兵庫県西脇市黒田庄町船町にある、西日本旅客鉄道（JR西日本）加古川線の駅である。

## 歴史
- 1924年（大正13年）12月27日：播丹鉄道 野村駅（現在の西脇市駅） - 谷川駅間の開通と同時に、停留場として開業[1][2]。旅客営業のみ[3]。
- 1943年（昭和18年）6月1日：播丹鉄道の国有化により鉄道省加古川線の所属となる[4]。同時に駅に昇格[1]。
- 1976年（昭和51年）：駅舎改築[2]。
- 1987年（昭和62年）4月1日：国鉄分割民営化により西日本旅客鉄道の駅となる[1]。
- 1990年（平成2年）6月1日：加古川鉄道部発足により、その管轄となる。
- 2009年（平成21年）7月1日：加古川鉄道部廃止に伴い神戸支社直轄へ変更され、加古川駅の被管理駅となる[5][6]。

## 駅構造
谷川方面に向かって左側に単式ホーム1面1線を有する地上駅（停留所）。ホーム手前に白いコンクリート造の駅舎がある。加古川駅管理の無人駅であり、自動券売機・乗車駅証明書発行機やトイレは設置されていない。

## 利用状況
「兵庫県統計書」によると、2023年（令和5年）度の1日平均乗車人員は8人である。
近年の1日平均乗車人員は以下の通りである。
| 年度   | 1日平均 乗車人員 |
| ------ | ---------------- |
| 2000年 | 15               |
| 2001年 | 9                |
| 2002年 | 7                |
| 2003年 | 6                |
| 2004年 | 5                |
| 2005年 | 5                |
| 2006年 | 6                |
| 2007年 | 5                |
| 2008年 | 7                |
| 2009年 | 8                |
| 2010年 | 7                |
| 2011年 | 8                |
| 2012年 | 7                |
| 2013年 | 8                |
| 2014年 | 13               |
| 2015年 | 11               |
| 2016年 | 12               |
| 2017年 | 8                |
| 2018年 | 8                |
| 2019年 | 5                |
| 2020年 | 3                |
| 2021年 | 4                |
| 2022年 | 7                |
| 2023年 | 8                |

## 駅周辺
駅は住宅の裏手にある。周辺には工場などがある。
- 蛭子神社
- 丹波市立薬草薬樹公園 - 薬草温泉を併設。
- ベルデ・ヴェール[9] - 喫茶店・クッキーショップ
- 兵庫県道139号山南多可線
- 加古川[2]

### タクシー路線
- 西脇市乗合タクシー むすブン：北部運行区域（事前登録・予約制）[10][11]

※2021年3月31日までは駅付近に西脇市コミュニティバスの停留所があり、つくしバス（小苗線）という路線が乗り入れていた。

## 隣の駅
西日本旅客鉄道（JR西日本）
 加古川線
本黒田駅 - 船町口駅 - 久下村駅